# New York Knicks 1976-1977
La stagione 1976-77 dei New York Knicks fu la 28ª nella NBA per la franchigia.
I New York Knicks arrivarono terzi nella Atlantic Division della Eastern Conference con un record di 40-42, non qualificandosi per i play-off.

## Roster
| N° | Naz.                   | Ruolo | Sportivo        | Anno | Alt. | Peso |
| -- | ---------------------- | ----- | --------------- | ---- | ---- | ---- |
| 5  | Stati Uniti (bandiera) | A     | Jim McMillian   | 1948 | 196  | 98   |
| 7  | Stati Uniti (bandiera) | G     | Dean Meminger   | 1948 | 183  | 79   |
| 8  | Stati Uniti (bandiera) | AC    | Lonnie Shelton  | 1955 | 203  | 109  |
| 9  | Stati Uniti (bandiera) | G     | Butch Beard     | 1947 | 191  | 84   |
| 10 | Stati Uniti (bandiera) | AC    | Walt Frazier    | 1945 | 193  | 91   |
| 11 | Stati Uniti (bandiera) | AC    | Bob McAdoo      | 1951 | 206  | 95   |
| 14 | Stati Uniti (bandiera) | G     | Ticky Burden    | 1953 | 188  | 84   |
| 15 | Stati Uniti (bandiera) | G     | Earl Monroe     | 1944 | 191  | 84   |
| 18 | Stati Uniti (bandiera) | AC    | Phil Jackson    | 1945 | 203  | 100  |
| 24 | Stati Uniti (bandiera) | GA    | Bill Bradley    | 1943 | 196  | 93   |
| 31 | Stati Uniti (bandiera) | A     | Mel Davis       | 1950 | 198  | 100  |
| 35 | Stati Uniti (bandiera) | G     | Mo Layton       | 1948 | 185  | 82   |
| 40 | Stati Uniti (bandiera) | AC    | John Gianelli   | 1950 | 208  | 100  |
| 41 | Stati Uniti (bandiera) | C     | Neal Walk       | 1948 | 208  | 100  |
| 42 | Stati Uniti (bandiera) | AC    | Spencer Haywood | 1949 | 203  | 102  |
| 52 | Stati Uniti (bandiera) | AC    | Tom McMillen    | 1952 | 211  | 98   |

## Staff tecnico
- Allenatore: Red Holzman
- Vice-allenatore: Dick McGuire